# Urasoe
Urasoe (japanska 浦添市) är en stad i Japan belägen vid den sydvästra kusten av ön Okinawa i prefekturen med samma namn. Urasoe fick stadsrättigheter den 1 juli 1970. 